# Аквафан

Логотип аквафана

Аквафан (итал. Aquafan) — первый аквапарк Италии. Расположен недалеко от города Риччионе.
Строительство было завершено в 1987 году.
В парке имеется более 20 различных атрационов, а также детская площадка. Основой парка является главный бассейн с глубиной до 2,20 метров. Раз в 40 минут, в бассейн пускаются волны высотой 20-30 см.
В 2004 году в парке был открыт кинотеатр I-MAX, и парк Oltremare.

## Аттракционы
Детские:
- Пляж Cartoon Network
- Пляж в Антарктике
- Пляж «Слонёнок»

Взрослые:
- Большой бассейн
- Камикадзе
- Твист
- Быстрая река
- Медленная река
- Водные горки

## Галерея

Большой бассейн
Башня аттракциона "Воронка"
Аттракцион "Воронка"
Детские аттракционы
Аттракцион "Медленная река"
Аттракцион "Штопр"
Водная горка

## Как добраться
Из Риччионе автобус: 42, 45 до конечной остановки «Aquafan».